# Friedrich Wilhelm Theile

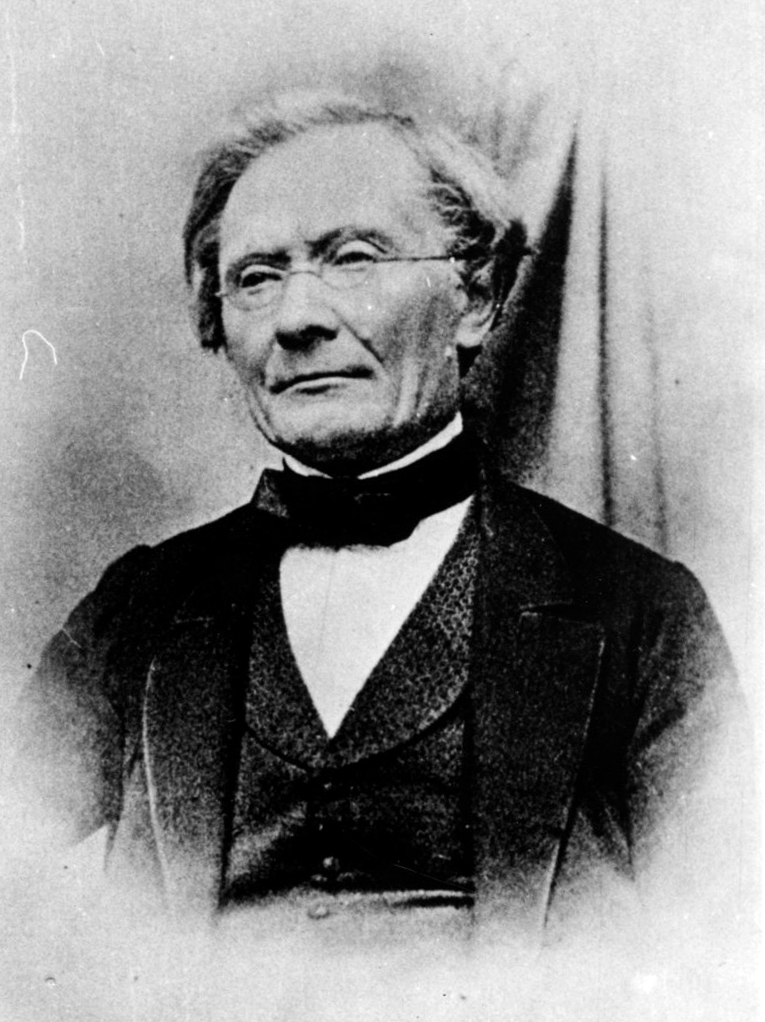
Friedrich Wilhelm Theile, ca. 1850

Friedrich Wilhelm Theile (* 11. November 1801 in Buttstädt, Herzogtum Sachsen-Weimar-Eisenach; † 20. Oktober 1879 in Weimar) war ein deutscher Arzt und Anatom.

## Leben und Wirken
Theile begann 1819 an der Universität Jena Philologie zu studieren. Bald wechselte er zur Medizin. Dieses Studium beendete er in Jena 1825 mit der Promotion. Nach einem Aufenthalt in Göttingen erhielt er 1826 die Lehrbefugnis für Physiologie und Anatomie in Jena. Seit 1828 war er am Aufbau einer pharmazeutischen Lehranstalt beteiligt und war zeitgleich praktisch ärztlich tätig. 1830 wurde er zum außerordentlichen Professor in Jena ernannt und lehrte in den Fächern Anatomie, Physiologie, Anthropologie, Propädeutik, Chirurgie und Pharmakologie. 1834 nahm er einen Ruf als Professor für Anatomie an die neu gegründete Universität Bern an. Die politische Radikalisierung in Bern seit 1846 und berufliche Probleme trugen dazu bei, dass Theile 1853 um seine Entlassung bat. Nachfolgend lebte er in Weimar, arbeitete als praktischer Arzt, Fachübersetzer und Forscher.
1841 erschien Theiles Neubearbeitung der Muskel- und Gefäßlehre von Samuel Thomas von Sömmerring, in der erstmals kleine Rotatorenmuskeln beschrieben werden, die nur an der Brustwirbelsäule von Säugetieren vorkommen. Theile forschte über die Anatomie und Physiologie von Muskeln, Gefäßen, Herz, Kreislauf und Leber, sowie den Kretinismus und die Mikrozephalie. Noch heute bedeutsam ist seine Forschung zur Gewichtsbestimmung der Muskulatur, die zu einem gültigen Schätzwert des Anteils der Muskelmasse bei Erwachsenen mittleren Alters führte: etwa 36 % (Mann) und 33,3 % (Frau) des Körpergewichts.

## Eponyme
- Theile-Kanal (Sinus transversus pericardii)
- Theile-Drüsen (Gallenwege)
- Theile-Muskel (Musculus transversus perinei superficialis)

## Werke
- De musculi rotatoribus dorsi in homine et mammalibus a se detectis. Archiv für Anatomie, Physiologie und wissenschaftliche Medizin 1839, S. 102–38
- Die physikalischen Untersuchungsmethoden, 1855 (Übersetzung: J. B. Barth und H.-L. Roger, Traité pratique d’auscultation)
- Die Epilepsie, 1855 (Übersetzung nach L. J. F. Delasiauve)
- Physiologie des Menschen, 1856 (Übersetzung nach F. C. Donders)
- Gewichtsbestimmungen zur Entwicklung des Muskelsystems und des Skeletts beim Menschen. Verhandlungen der Leopoldina 46, 1884, S. 135–471